# Pycnopodia helianthoides
Sao biển hướng dương (Danh pháp khoa học: Pycnopodia helianthoides) là một loài sao biển lớn được tìm thấy ở phía đông bắc Thái Bình Dương. Nó là loài sao biển lớn nhất thế giới, với sải cánh sao dài tối đa là 1 m (3.3 ft). Sao biển hướng dương thường có 16-24 cánh, màu sắc của chúng có thể rất khác nhau. Chúng là động vật ăn thịt, thức ăn chủ yếu là ăn cầu gai, sò, ốc, và động vật không xương sống nhỏ khác